# SFH (GSM)
 (janvier 2024).
SFH est l'abréviation anglaise de Synthesized Frequency Hopping, littéralement saut de fréquence synthétique, utilisé dans les réseaux de téléphonie mobile GSM.

## Définition
Le SFH est une technologie GSM de saut de fréquence appliquée au TCH, canal logique de transfert de données (voix). Le saut de fréquence est obtenu en attribuant logiciellement une fréquence propre à chaque burst (unité de signal) du TCH. Contrairement au BBH, chaque communication est affectée à un unique transmetteur. Si en BBH, le nombre de fréquences utilisables (et dans ce cas-là utilisées) est limité au nombre de transmetteurs, en SFH, on peut avoir par station plus de fréquences utilisées que de transmetteurs. L'utilité du saut de fréquence est de générer une diversité de fréquences et d'interférences, ce qui améliore la qualité du signal en limitant le brouillage avec les stations voisines et en gommant certaines situations localement défavorables (interférences) pour une fréquence donnée.

## Sources
- Xavier Lagrange, Philippe Godlewski, Sami Tabbane. Réseaux GSM-DCS, mai 1999, p. 397 et 398.